# Woodville (Nowa Zelandia)
Woodville – miasto w Nowej Zelandii, na Wyspie Północnej, w regionie Manawatu-Wanganui.